# 徐德義
徐德義，JP（1957年10月30日—），是香港復康科專科醫生及醫療行政人物，前食物及衞生局副局長。

## 背景
徐德義早年就讀深水埗順寧道中華基督教會基真小學（1968年小一）及何明華會督銀禧中學（1968年入讀中文部中一年級），在1981年畢業於香港大學醫學院，後考獲內科專科資格。徐德義其後擔任靈實醫院的老人及復康服務部門主管及該院院長多年。徐亦曾在2012年出任醫管局總辦事處服務總監（職業醫療及關顧服務）及代理總行政總理（服務規劃及轉型）兩個職位，具有統籌全港公立醫院服務的經驗。
徐德義於2014年7月1日起出任九龍東醫院聯網總監和聯合醫院行政總監，但其任期內遇上連番考驗。2014年8月，聯合醫院發現一名病理科女醫生於8個月簽發118份內容有偏差的病理報告，結果徐德義需要聯同相關部門主管鞠躬道歉。2017年5月，醫院管理局公佈，廣受市民關注、43歲的兩度換肝女病人鄧桂思，在聯合醫院接受覆診時，該院醫生未有發現她是乙型肝炎帶菌者下，處方類固醇藥物時無開抗病毒藥，致鄧桂思患急性肝衰竭，徐需要再一次鞠躬致歉。
2017年8月，他獲政府委任為食物及衞生局副局長，加入政府問責團隊。局長陳肇始讚揚他擁有豐富行政和臨床經驗，相信可以支持她在不同政策，其醫療政策範疇向前推進。其目前職責為協助食物及衞生局局長訂定漁農、食物安全、禽畜公共衞生、環境衞生、醫療及衞生範疇的政策目標和優先次序，以及處理相關的實施事宜；處理與立法會相關的事務和加強與立法會的工作關係；以及與各持份者溝通和聯繫，以解釋政府的政策和決定，並爭取他們的支持。立法會議員、醫學界人士郭家麒於2017年8月表示，徐德義在醫院管治成績，以至醫學界名氣並不突出，但亦有該院醫生認為徐性格溫和，樂意跟醫生工會溝通。
徐德義擅長繪畫，曾於2018年參與在賽馬會創意藝術中心舉行的「筆墨風流」書畫展。

## 外部連結
- 徐德義的Facebook專頁

| 官衔          | 官衔                                                 | 官衔                                                           |
| ------------- | ---------------------------------------------------- | -------------------------------------------------------------- |
| 前任： 陳肇始 | 香港食物及衞生局副局長 · 2017年8月7日－2022年6月30日 | 繼任： 李夏茵（醫務衞生局副局長） 黃淑嫻（環境及生態局副局長） |